# Ludwik Synowiec
Ludwik Synowiec (ur. 19 stycznia 1958 w Katowicach, zm. 21 grudnia 2022 tamże) – polski hokeista, olimpijczyk.

## Kariera
- Naprzód Janów (1977–1983)
- GKS Tychy
- Kassel Huskies
- EHC Essen-West (1992–1993)
- ESV Bitburg (1994–1995)
- EC Euregio Gronau-Nordhorn (2007–2008)
- EC Aachen (2009–2010)
- EC Euregio Gronau-Nordhorn (2009–2010)

Zawodnik występujący na pozycji obrońcy. Wychowanek Naprzodu Janów. W klubie tym występował w latach 1977–1983, zdobywając w 1977 tytuł wicemistrza Polski. Karierę kontynuował w GKS Tychy oraz niemieckim klubie Kassel. W polskiej lidze wystąpił 437 spotkań strzelając 37 goli.
Dwukrotnie wystąpił w igrzyskach olimpijskich w Lake Placid w 1980 oraz Sarajewie w 1984. Zagrał również pięciokrotnie w turniejach o mistrzostwo świata: 1981, 1982, 1983, 1985, 1986. W latach 1979–1986 82 razy reprezentował barwy narodowe zdobywając 5 bramek.
Po wygraniu przez Polskę turnieju mistrzostw świata Grupy B w 1985 i uzyskanym awansie do Grupy A został odznaczony Brązowym Medalem za Wybitne Osiągnięcia Sportowe.

## Życie prywatne
Z wykształcenia inżynier-górnik i metalurg, absolwent Politechniki Śląskiej.
Jego syn Ludwig (ur. 17 sierpnia 1991) także został hokeistą.